# Matt Grzelcyk
Matthew „Matt“ Grzelcyk (* 5. Januar 1994 in Charlestown, Massachusetts) ist ein US-amerikanischer Eishockeyspieler, der seit Juli 2024 bei den Pittsburgh Penguins in der National Hockey League unter Vertrag steht. Zuvor verbrachte der Verteidiger acht Jahre in der Organisation der Boston Bruins.

## Karriere
Matt Grzelcyk wurde in Charlestown, einem Stadtteil von Boston, geboren und besuchte in seiner Jugend die Belmont Hill High School in Belmont, für deren Eishockeyteam er in einer regionalen High-School-Liga auflief. Im Jahre 2010 wechselte der Verteidiger ins USA Hockey National Team Development Program (NTDP), die zentrale Talenteschmiede des US-amerikanischen Verbands USA Hockey. Für deren Nachwuchsauswahlen spielte er fortan in der United States Hockey League (USHL), der höchsten Juniorenliga des Landes, während die Teams des NTDP zugleich als Junioren-Nationalmannschaften fungierten und er mit diesen eine Silbermedaille bei der World U-17 Hockey Challenge 2011 sowie die Goldmedaille bei der U18-Weltmeisterschaft 2012 errang. Nach zwei Jahren schied der Abwehrspieler altersbedingt aus dem Programm aus und wurde anschließend im NHL Entry Draft 2012 an 85. Position von den Boston Bruins aus seiner Heimatstadt ausgewählt.
Im Herbst 2012 schrieb sich Grzelcyk ebenda an der Boston University ein, mit deren Terriers er fortan in der Hockey East am Spielbetrieb der National Collegiate Athletic Association teilnahm. Als Freshman erzielte er 23 Scorerpunkte in 38 Spielen und wurde infolgedessen ins All-Rookie Team der Hockey East gewählt. Während der Spielzeit 2013/14, in der er knapp die Hälfte der Spiele aufgrund einer Verletzung verpasste, vertrat er die U20-Nationalmannschaft der USA bei der U20-Weltmeisterschaft 2014 und erreichte mit dem Team dort einen fünften Rang. Mit Beginn der Saison 2014/15 übernahm Grzelcyk das Amt des Mannschaftskapitäns bei den Terriers und führte sie prompt zur Meisterschaft der Hockey East. Darüber hinaus steigerte er auch seine persönliche Statistik deutlich und wurde 2015 sowie 2016 jeweils ins Hockey East First All-Star Team berufen.
Im April 2016 unterzeichnete Grzelcyk einen Einstiegsvertrag bei den Boston Bruins, die den Verteidiger vorerst bei ihrem Farmteam, den Providence Bruins, in der American Hockey League (AHL) einsetzten. Im Dezember 2016 wurde er allerdings bereits erstmals ins Aufgebot Bostons berufen und debütierte in der Folge in der National Hockey League (NHL), wobei es vorerst bei zwei Partien blieb. Im Verlauf der Folgesaison 2017/18 erarbeitete er sich dann einen Stammplatz im NHL-Aufgebot der Bruins und kommt dort seither regelmäßig zum Einsatz.
Im Oktober 2020 unterzeichnete Grzelcyk einen neuen Vierjahresvertrag mit einem Gesamtvolumen von 14,75 Millionen US-Dollar in Boston. Nach insgesamt acht Jahren bei den Bruins wechselte Grzelcyk im Juli 2024 als Free Agent zu den Pittsburgh Penguins. Dort verzeichnete er in der Saison 2024/25 mit 40 Scorerpunkten seinen bisherigen Karriere-Bestwert.

## Erfolge und Auszeichnungen
- 2013 Hockey East All-Rookie Team
- 2015 Lamoriello-Trophy-Gewinn mit der Boston University
- 2015 Hockey East First All-Star Team
- 2016 Hockey East First All-Star Team

### International
- 2011 Silbermedaille bei der World U-17 Hockey Challenge
- 2012 Goldmedaille bei der U18-Junioren-Weltmeisterschaft

## Karrierestatistik
Stand: Ende der Saison 2024/25

### International
Vertrat die USA bei:
- World U-17 Hockey Challenge 2011
- U18-Junioren-Weltmeisterschaft 2012
- U20-Junioren-Weltmeisterschaft 2014

(Legende zur Spielerstatistik: Sp oder GP = absolvierte Spiele; T oder G = erzielte Tore; V oder A = erzielte Assists; Pkt oder Pts = erzielte Scorerpunkte; SM oder PIM = erhaltene Strafminuten; +/− = Plus/Minus-Bilanz; PP = erzielte Überzahltore; SH = erzielte Unterzahltore; GW = erzielte Siegtore; 1 Play-downs/Relegation; Kursiv: Statistik nicht vollständig)

## Persönliches
Neben dem regionalen Bezug hat Grzelcyk bereits seit seiner Kindheit eine weitere Verbindung zu den Boston Bruins, da sein Vater und auch sein Bruder im Boston Garden sowie später im TD Garden arbeiteten.